# Song of the New World
| Recensione | Giudizio |
| ---------- | -------- |
| AllMusic   |          |

Song of the New World è un album del pianista jazz statunitense McCoy Tyner, pubblicato dall'etichetta discografica Milestone Records nel 1973.

## Tracce

### LP
Lato A
1. Afro Blue – 9:58 (musica: Mongo Santamaría) – Registrato il 9 aprile 1973
2. Little Brother – 10:13 (musica: McCoy Tyner) – Registrato il 9 aprile 1973

Lato B
1. The Divine Love – 7:28 (musica: McCoy Tyner) – Registrato il 6 aprile 1973
2. Some Day – 6:49 (musica: McCoy Tyner) – Registrato il 9 aprile 1973
3. Song of the New World – 6:50 (musica: McCoy Tyner) – Registrato il 6 aprile 1973

## Musicisti
Afro Blue / Little Brother / Some Day
- McCoy Tyner – pianoforte, arrangiamenti
- William Fischer – conduttore orchestra
- Virgil Jones – tromba (tromba solo in Little Brother)
- Cecil Bridgewater – tromba
- Jon Faddis – tromba
- Garnett Brown – trombone
- Dick Griffin – trombone, trombone basso
- Kiane Zawadi – eufonio
- Julius Watkins – corno francese
- Willie Ruff – corno francese
- William Warnick III – corno francese
- Hubert Laws – ottavino, flauto
- Sonny Fortune – flauto, sassofono soprano, sassofono alto (flauto solo in Some Day)
- Bob Stewart – tuba
- Jooney Booth – contrabbasso
- Alphonse Mouzon – batteria
- Sonny Morgan – congas (eccetto nel brano: Some Day)

The Divine Love / Song of the New World
- McCoy Tyner – pianoforte, arrangiamenti
- William Fischer – conduttore orchestra
- Hubert Laws – ottavino, flauto
- Sonny Fortune – flauto
- Harry Smyles – oboe
- Jooney Booth – contrabbasso
- Alphonse Mouzon – batteria
- Selwart Clarke – concertmaster
- John Blair – violino
- Sanford Allen – violino
- Winston Collymore – violino
- Noel DaCosta – violino
- Marie Hence – violino
- Julian Barber – viola
- Alfred Brown – viola
- Ronald Lipscomb – violoncello
- Kermit Moore – violoncello

Note aggiuntive
- Orrin Keepnews – produttore, note retrocopertina album originale
- Registrazioni (e remixaggio) effettuate nell'aprile 1973 al A&R Sound Studios di New York City, New York (Stati Uniti)
- Don Hahn – ingegnere delle registrazioni
- Tony Lane – design copertina album originale[2]